# Grottes du karst d'Aggtelek et du karst de Slovaquie
Les grottes du karst d'Aggtelek et du karst de Slovaquie classées sont les suivantes :
- Complexe de Baradla/Domica (Hongrie et Slovaquie)
- Grotte de Gombasek (Slovaquie)
- Grotte de glace de Silica (Slovaquie)
- Grotte de glace de Dobšiná (Slovaquie)
- Grotte d'aragonite d'Ochtiná (Slovaquie)
- Grotte de Jasov (Slovaquie)

## Localisation
| \| Localisation de la Région de Košice en Slovaquie \| Gombasek Jasov Baradla-Domica Ochtiná Silica Dobšiná |
| Localisation de la Région de Košice en Slovaquie                                                            |

| Localisation de la Région de Košice en Slovaquie |